# Ilja Karnawuchau
Ilja Karnawuchau (belarussisch Ілья Карнавухаў; * 3. Juli 1999) ist ein belarussischer Leichtathlet, der sich auf den Mittelstreckenlauf spezialisiert hat.

## Karriere
Erste internationale Erfahrungen sammelte Ilja Karnawuchau bei den World Athletics Relays 2021 im polnischen Chorzów, bei denen er in 3:48,06 s gemeinsam mit Ilona Welikanowitsch den vierten Platz in der 2 × 2 × 400 m Staffel belegte. Anfang Juli gelangte er bei den U23-Europameisterschaften in Tallinn mit 3:44,34 min auf Rang 13 im 1500-Meter-Lauf. Im Februar des darauffolgenden Jahren stellte er in Ostrava mit 3:38,47 min einen neuen belarussischen Landesrekord über 1500 m auf.
In den Jahren 2020 und 2021 wurde Karnawuchau belarussischer Meister im 1500-Meter-Lauf sowie 2020 auch über 800 Meter. Zudem siegte er 2018 mit der 4-mal-400-Meter-Staffel. 2022 wurde er Hallenmeister über 1500 m und im 3000-Meter-Lauf.

## Persönliche Bestleistungen
- 800 Meter: 1:48,24 min, 16. Mai 2021 in Sucha Beskidzka
  - 800 Meter (Halle): 1:51,35 min, 11. Februar 2022 in Homel
- 1500 Meter: 3:38,46 min, 8. Juni 2021 in Minsk
  - 1500 Meter (Halle): 3:38,47 min, 3. Februar 2022 in Ostrava (belarussischer Rekord)
- 3000 Meter. 8:06,10 min, 2. Juni 2021 in Brest
  - 3000 Meter (Halle): 7:56,23 min, 26. Februar 2022 in Mahiljou